# 대즐러

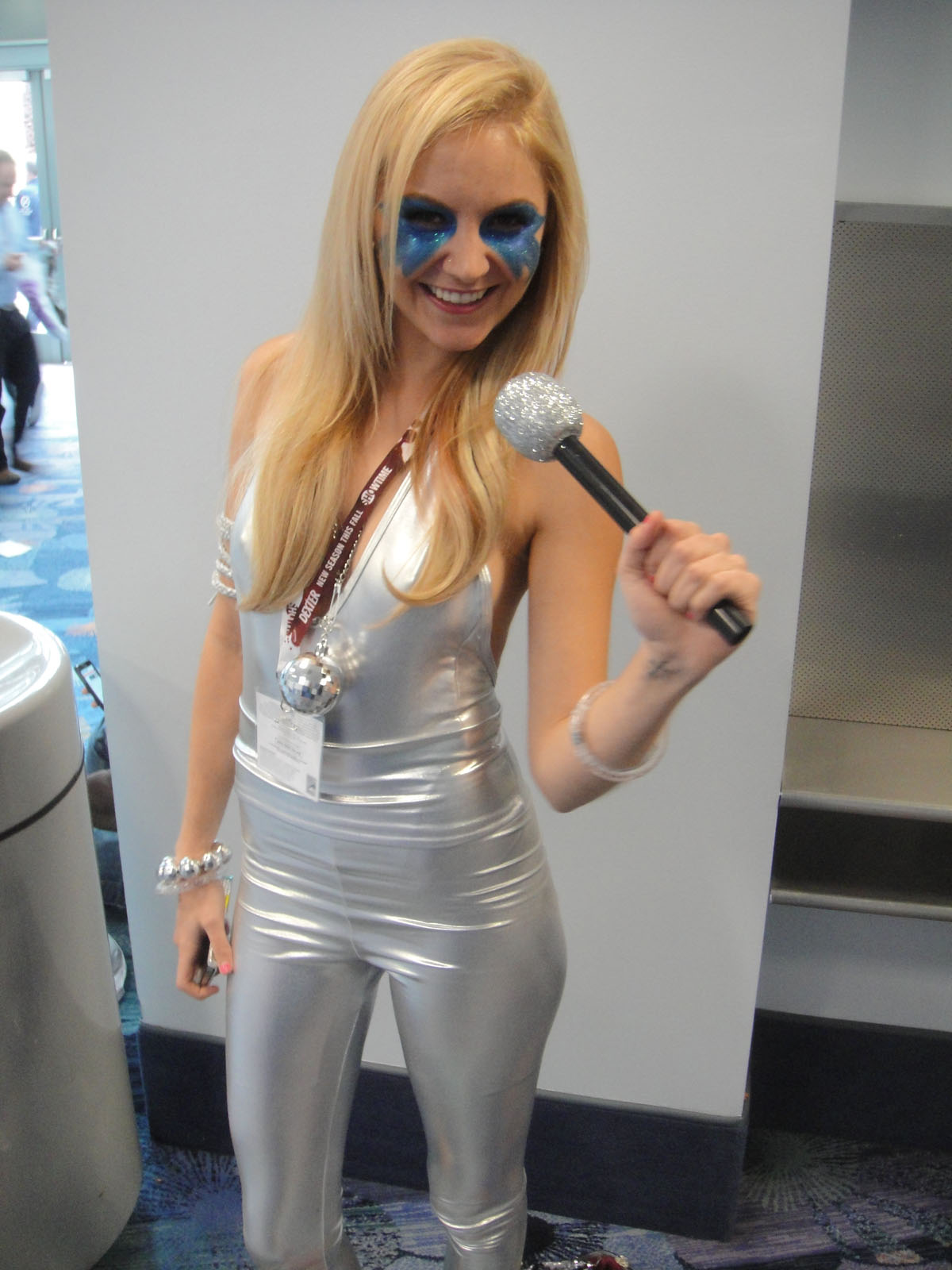

대즐러(영어: Dazzler)는 마블 코믹스의 슈퍼히어로 캐릭터로, 엑스맨의 일원인 뮤턴트이다. 본명은 앨리슨 블레어(Alison Blaire)다. 가수 출신으로서, 소리를 빛 에너지로 전환할 수 있는 초능력을 갖고 있다. 1980년 2월 《언캐니 엑스맨》 130호에 처음 등장했다.

## 담당 성우

### TV 애니메이션
- 엑스맨: 에볼루션(2000) - 알렉산드라 스토더트